# 雅典娜·帕德嫩

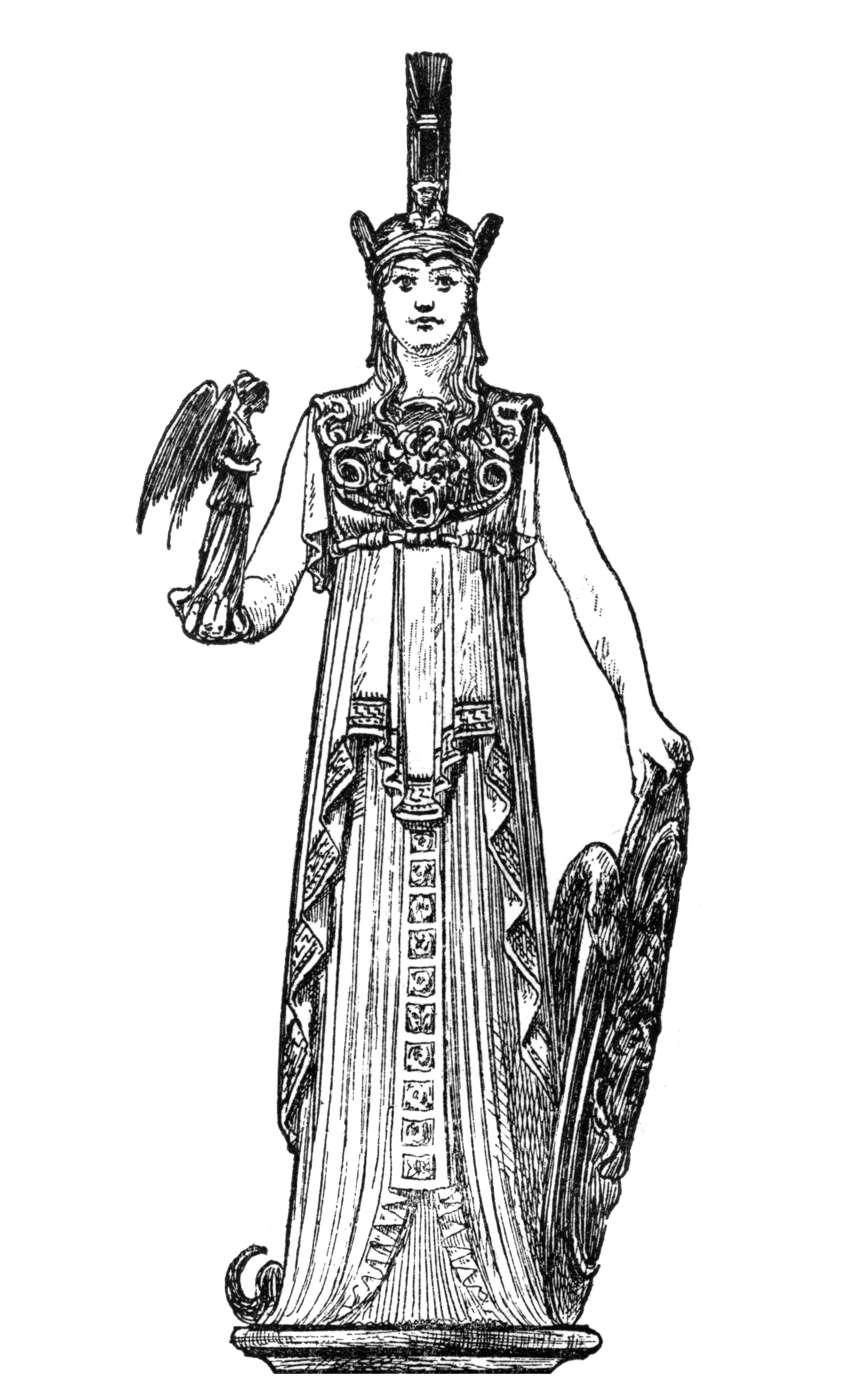
帕德嫩神廟的雅典娜神像還原圖

雅典娜·帕德嫩（Athena Parthenos，希臘文原意是處女雅典娜）是位於古希臘雅典帕德嫩神廟裡巨大的雅典娜女神像（希臘神話的智慧與戰鬥、織工技藝的女神），以黃金與象牙製作而成，彫刻者是菲迪亞斯。
這是雅典娜鼎鼎大名的崇拜形象，一般被認定為知名古希臘彫刻家菲迪亞斯最偉大的成就之一。菲迪亞斯在公元前447年開始這項工程，然而Lachares在公元前296年移去其金箔來支付他的軍隊，雖然如此，青銅的部件或許還殘存著鍍金。公元前165年遭遇火災，不過後來被修復 ，公元五世紀時可能又遇上另一場大火，最後一直到公元十世紀時的土耳其統治時代仍有她的文獻紀錄。

## 描述
古歷史學家保薩尼亞斯曾如此描述這雕像：

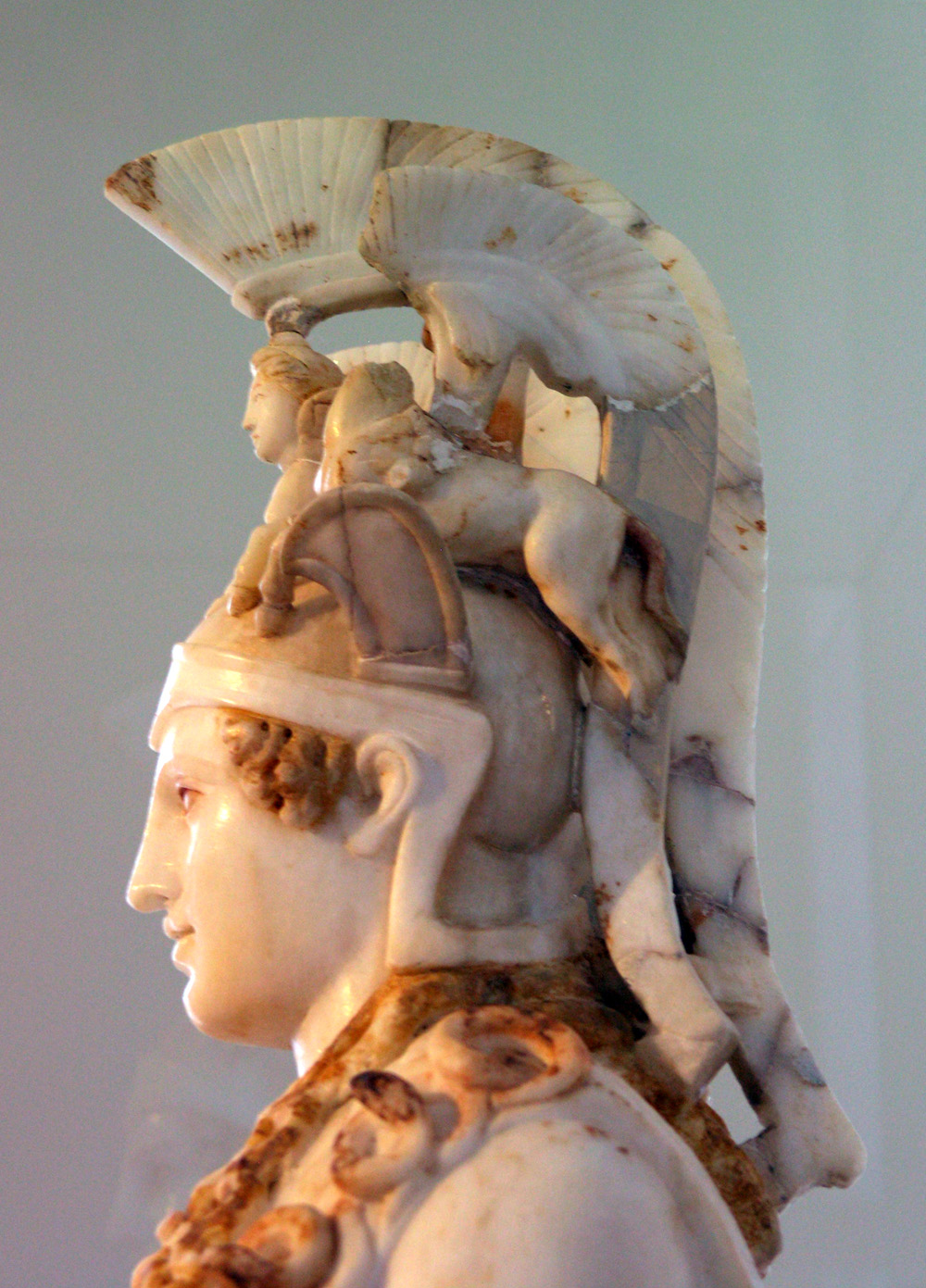
雅典娜頭盔的細節（複製品）

「...這雕像本體由象牙銀與黃金組成，她的頭盔中間放置了斯芬克司的類似品...頭盔的兩側則是獅鷲的浮雕， 這尊雅典娜雕像直立，穿著垂到腳板的戰袍，胸部所裝飾的梅杜莎的頭以象牙製成，一支手捧著大約4腕尺高的勝利女神的雕像，另一手持一長矛，在他的腳板邊，有一個盾牌，在靠近長矛的地方有一隻蛇，其底座上刻有潘朵拉誕生的浮雕。」
雅典娜頭部稍向前傾，站著的她左手持一垂直的盾，她的左膝稍稍彎曲，使其重量些許由右腳來支撐。她的襯衣在腰部由一對蛇（其尾巴在其背後纏繞著）束起，些許髮絲垂在胸甲上，伸出的右手，其上的尼刻長著翅膀，至於手掌底下菲迪亞斯的原雕是否有支柱，仍是眾說紛紜 ，現存的各種版本證據仍是正反意見並陳。而通常被忽略的矛之確切位置，也未被完全確認：到底是靠在右手手肘上，抑或是像N. Leipen根據「Aspasios」寶石（「Aspasios」是古代民族，居住在阿富汗東北部）所復原的由左邊雅典娜之盾上面的一支蛇支撐著。
此雕像由木質的核心組合而成，覆蓋上成形的青銅泊片，其上是另一層可移除的金泊，女神的臉和手臂則是覆以象牙材質，全部黃金總重為44塔冷通，相當於2,500磅，這尊帕德嫩神廟的雅典娜，身上積聚了規模可觀的雅典財寶。
雅典娜·帕德嫩在世間的通俗形象，雖比不上原版大神像般的神貌與質感，但常可見於硬幣上的圖樣以及像許願物一類翻版的小型雕像，以及寶石上的雕刻。

## 古代的複製品

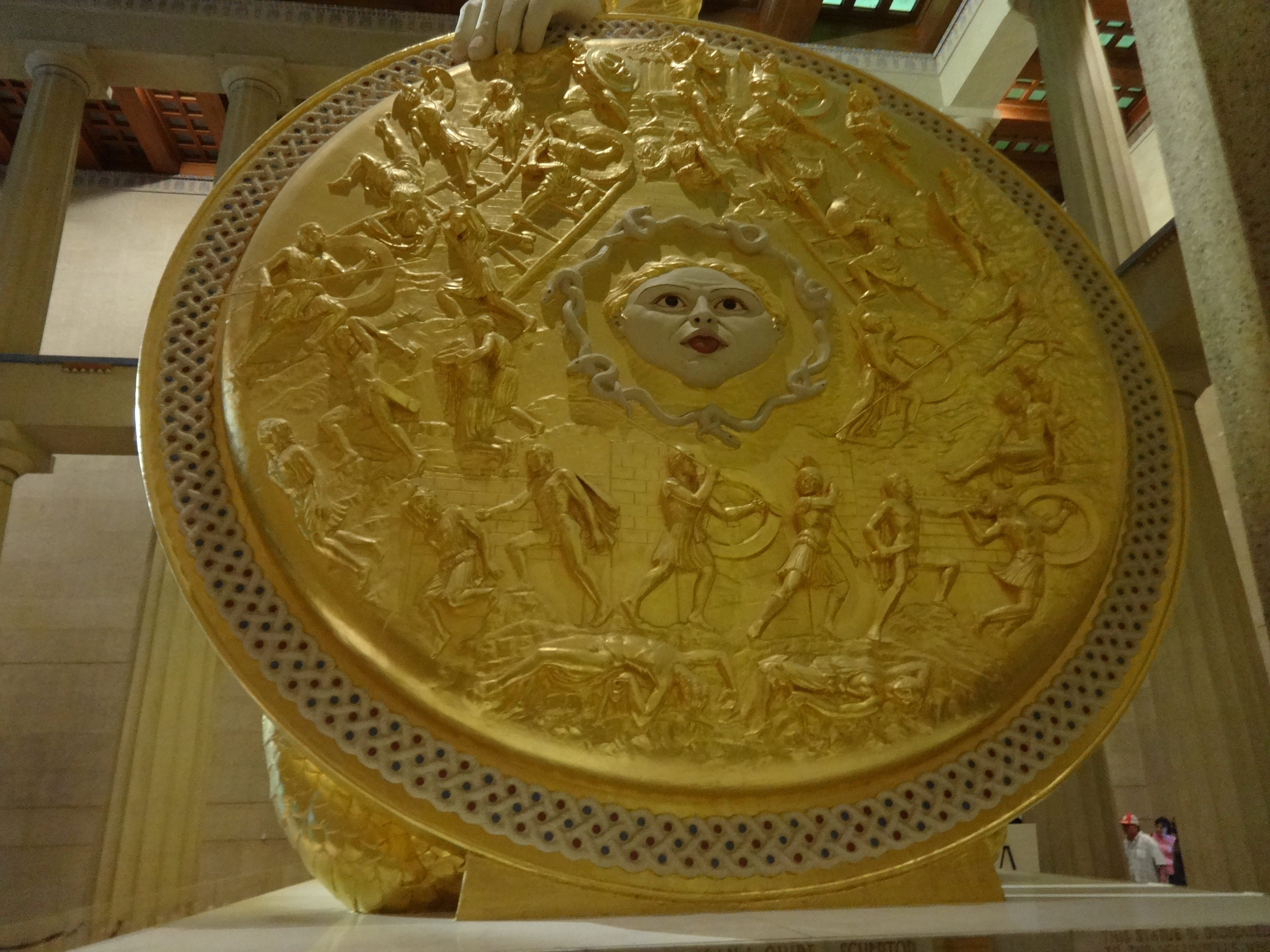
納許維爾帕德嫩神廟裡的重製盾牌

|  |  |

被認為最可信雅典娜·帕德嫩的古複製品有兩個版本，一個是Varvakeion的雅典娜，另一個則是較殘破的Lenormant的雅典娜。
- Varvakeion的雅典娜：這是公元二世紀時，羅馬時代的雅典娜·帕德嫩的複製品，以大理石刻成，反映了雅典娜·帕德嫩原有的全貌。此雕像發現於Varvakeion學校 附近， 目前收藏於希臘雅典國家考古博物館。
- Lenormant的雅典娜：有所殘缺，也是收藏於希臘雅典國家考古博物館。
- 另一複製品 現存於法國羅浮宮： （页面存档备份，存于）
- 另一複製品 現存於義大利羅馬的國立羅馬博物館
- 雕像的盾則獨自保存於 (英國大英博物館)：[永久]

## 納許維爾的重製品
在美國田納西州的納許維爾，有一座複製版的帕德嫩神廟，裡面有一尊由Alan LeQuire建造的1:1比例重製品。Alan LeQuire是納許維爾當地人，榮獲重任，以留存至今各項原雕的描述史料為藍圖，花了8年時間以現代技術再現巨大雅典娜神像，在1990年5月20日公開揭幕（落成時是純白色的）。
|  |

現代版的雅典娜·帕德嫩因其空前規模以及詳實再現菲迪亞斯原作的企圖，而意義重大，而且這雕像為帕德嫩神廟增加了額外真實感，那就是其室內空間的東（北）部，僅僅是容納此神像的空曠大廳，這個重製的雅典娜·帕德嫩給遊客有親身遊歷古神殿的氣氛。

建造上，雅典娜·帕德嫩的表面結構，複合了石膏以及玻璃纖維，主體結構部份，頭部以鋁材的強化物為基礎組裝而成，而頭以下是用鋼做的，由四個10英寸的H型樑倚靠一個從神廟延伸到地下基岩的混凝土結構，來支撐這重量難以置信的雕像。此外LeQuireu一共做了180個鑄造石膏板，每一片輕到單人就能拿起以裝到鋼結構上，這大為便利工程的進行。

### 鍍金與油漆
LeQuire和神廟員工辛勤地做了許多研究，來確保此雕像盡可能還原了菲迪亞斯的原作。曾有12年的時間，雅典娜以純白雕像的姿態屹立在納許維爾的帕德嫩神廟。2002年，帕德嫩的志工們在鍍金專家Lou Reed的指導下，進行鍍金作業，只花了不到四個月就完工了，這使得雕像更逼近菲迪亞斯當年的原作。
雅典娜雕像上金片的部份，古代估計大約全部有1,500磅重，而且每吋厚就有八分之一到十六分之一磅。納許維爾的雅典娜身上被覆的23.75K的金泊總重是8.5磅，其厚度的3倍還比衛生紙薄。關於鍍金奢華的程度，現代重製版跟古希臘原版相比起來，還是黯然失色了。事實上，有個理論指出原版的雅典娜雕像之所以會被毀壞，就是因為有人為了打劫上面的黃金。
除了鍍金以外，這個計劃也包含此像臉部、衣裝以及盾牌細節的彩繪，就連LeQuire本人也有參與描繪的工作。

### 紀錄與數據
- 納許維爾的雅典娜身高41'10" （約13公尺），這使她成為西方世界裡，最大的一尊室內雕像。
- 在雅典娜的右手上的尼刻雕像(勝利女神)身高6'4" （約2公尺）。
- 共有11條蛇呈現在雅典娜的胸甲、手鐲和腰帶上。

## 文學影視創作
有很多作品借用了雅典娜巨像的典故：
- 日本動畫聖鬥士星矢，雅典娜神像就是每個歷代轉世為凡人的女神雅典娜所擁有的神聖衣，而雅典娜的神血就是復活其聖衣的條件。
- 日本動畫戰鬥陀螺 鋼鐵奇兵 爆中，歐洲聯盟在參與世界盃陀螺大賽的期間位在希臘所舉辦的大型陀螺對戰祭典（戰士祭典）中，神殿中有放置雅典娜巨像，參加祭典的歐洲陀螺戰士會向女神神像獲得向神明禱乞求獲得勝利的資格。
- 美國奇幻小說作家雷克·萊爾頓的作品混血營英雄中，描述雅典娜·帕德嫩雕像被羅馬人給盜走，因此故事以雅典娜的混血人女兒-安娜貝斯·雀斯和一群混血人夥伴尋找雅典娜·帕德嫩雕像為主軸展開。
- 科幻小說家倪匡的作品消失女神[10]裏面，主角們探就巨大女神神像消失的秘密。

## 註腳
（以下原文書描述，保留原文）
1. ↑  The Athena Parthenos was featured on contemporary reliefs commemorating Athenian treaties and for the next century and a half on coins of Hellenistic monarchs avid to proclaim their Hellenic connections; see Hector Williams, "An Athena Parthenos from Cilicia" Anatolian Studies 27 (1977, pp. 105-110), p 108f.
2. ↑  Andrew Stewart gives 446.
3. ↑  W.B. Dinsmoor, "the repair of the Athena Parthenos" American Journal of Archaeology 38 (1934) pp 93-106.
4. ↑  Gisela Richter, Sculpture and Sculptors of the Greeks, p 220 with ancient references, noted by Gorham P. Stevens, "Concerning the Parthenos" Hesperia 30.1 (January 1961, pp. 1-7) p. 2.
5. ↑  Pausanias, Description of Greece, Book I, 24.5–7.
6. ↑  Gisela Richter decided there was not and summarized the discussion in "Was there a vertical support under the Nike of the Athena Parthenos?" Studi in onore... Calderini e Paribeni (Milan) 1956, pp 147-54.
7. ↑  Leipen 1971:29.
8. ↑  S. Eddy, "The gold in the Athena Parthenos Merican Jopurnal of Archaeology pp107-11.
9. ↑  L. Lacroix Les reproductions des statues sur les monnaies gracques (Liège) 1949, pp 266-81.
10. ↑  參考倪匡小說消失女神的簡介 （页面存档备份，存于）

## 進一步閱讀
- Leipen, N. Athena Parthenos (Toronto) 1971.
- 混血營英雄：智慧印記
- 混血營英雄：冥王之府

## 外部連結
- 納許維爾版的雅典娜建造過程
- 柯林．狄萊尼所寫"接近神的彫刻家菲迪亞斯" （页面存档备份，存于）
- Alan LeQuire的網頁
- 納許維爾帕德嫩神廟網頁 （页面存档备份，存于）